# Tertiær
Tertiærtiden ((latin): tertiarius for den tredje) er en forældet betegnelse for den ældste del af Kænozoikum; 65,5 til 1,806 millioner år siden, der efterfulgte perioden Kridt. I dyreverdenen dominerede pattedyrene, og der fandtes fugle, små krybdyr, hajer og benfisk. Blandt de hvirvelløse dyr fandtes blandt andet snegle, muslinger og pighude. Der voksede planter som kæmpefyr, sumpcypres og løvtræer, der svarer til de nulevende. I tertiærtiden var der kraftige vulkanudbrud. Det øverste af Danmarks undergrund, dvs. lagene under istidsaflejringerne, består af aflejringer fra tertiærtiden. Generelt findes de ældste tertiære lag blottet i Østsjælland og de yngste lag mod sydvest omkring Sæd. Det meste af Lolland Falster samt det sydlige Sjælland, Møn og Bornholm er uden tertiære aflejringer. 
Tertiær blev indført i 1759 af Giovanni Arduino.
Betegnelsen tertiærtiden eller tertiær anerkendes ikke af den Internationale Stratigrafiske Kommission. I 1968 blev Tertiær afløst af Palæogen og Neogen. Tertiær må gerne bruges uformelt, med lille begyndelsesbogstav. 